# カタランの立体

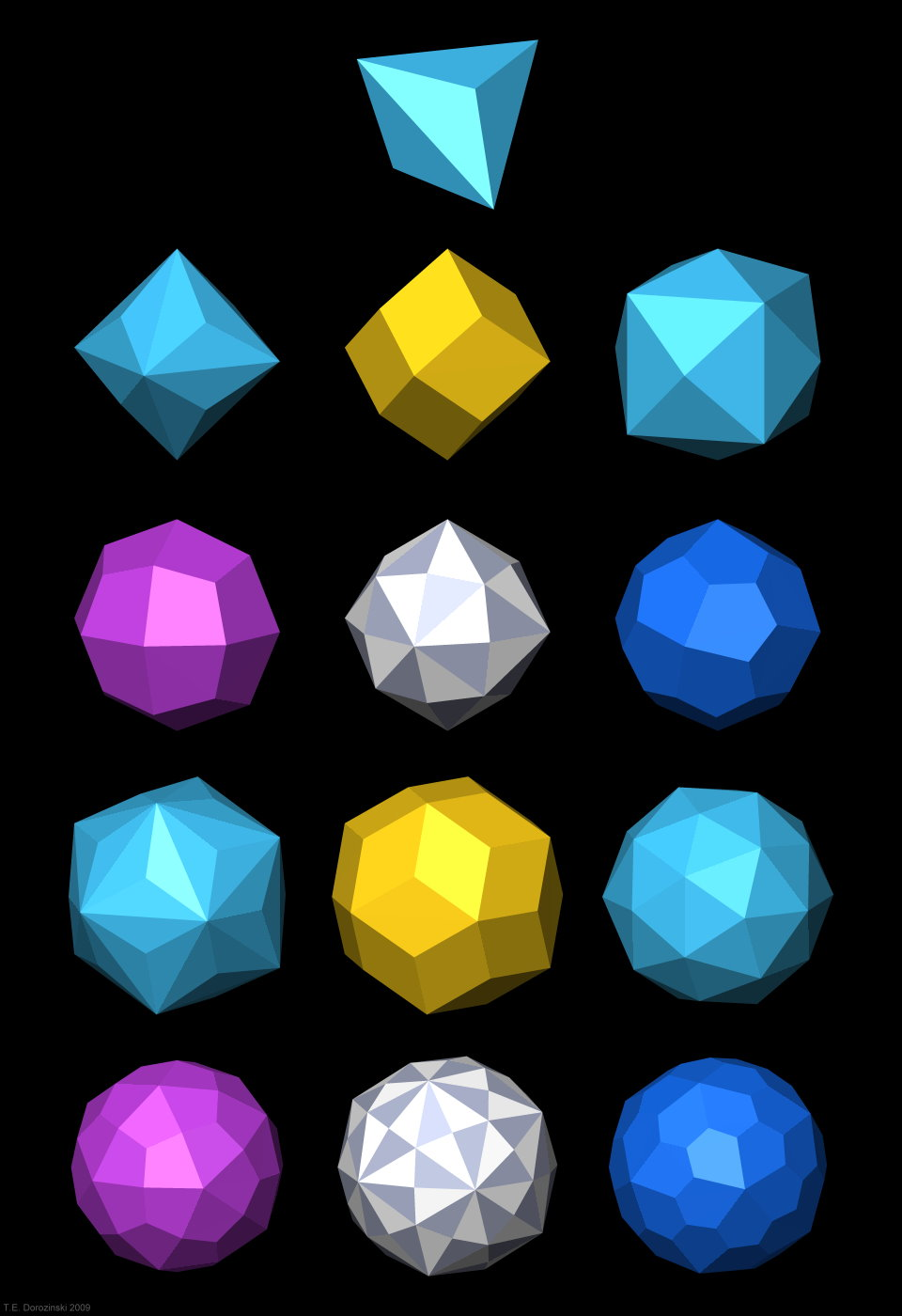
カタランの立体

カタランの立体 (Catalan solid) は、半正多面体（アルキメデスの立体）の双対である。アルキメデス双対 (Archimedean dual) とも言う。カタランの立体は13種類存在しており、この数は半正多面体と一致する。
任意の半正多面体に対しen:Dorman Luke constructionを用いることで、その双対となるカタランの立体を得ることができる。

カタランの立体のいくつかは、ヨハネス・ケプラー (Johannes Kepler) がゾーン多面体の研究の際に発見し、その後1865年にベルギーの数学者ウジェーヌ・カタラン (Eugène Charles Catalan) が13種類の立体を洗い出した。

## 性質
双対であることから、カタランの立体の面は半正多面体の頂点に、カタランの立体の頂点は半正多面体の面に対応しており、多くの性質は半正多面体と対をなしている。
半正多面体は頂点形状が合同であるため、カタランの立体は面が合同である。逆に半正多面体は2種類以上の面を持つため、カタランの立体の頂点形状は合同ではない。すなわち一様多面体ではない。
半正多面体の辺の長さが等しいことより、カタランの立体は全ての二面角が等しい。
半正多面体同様、2種類はカイラルで、鏡像の区別がある。
半正多面体が外接球面を持つ一方、カタランの立体は内接球面を持つ。
準正多面体 (quasi-regular polyhedron) の双対にあたる菱形十二面体と菱形三十面体の2つは、元の立体と同様に辺の近傍が合同である。
13種類のカタランの立体のうち少なくとも11種類はルパート特性 (Rupert property) を持ち、それ自身のコピーが通り抜けられるような穴を空けることができる。

## 一覧
| 名前           | 投影図               | 動画 | 双対                   | 面 数 | 辺 数 | 頂 点 数 | 面の形状                          | 対称性 |
| -------------- | -------------------- | ---- | ---------------------- | ----- | ----- | -------- | --------------------------------- | ------ |
| 三方四面体     |                      |      | 切頂四面体             | 12    | 18    | 8        | 二等辺三角形 V3.6.6               | Td     |
| 菱形十二面体   | Rhombic dodecahedron |      | 立方八面体             | 12    | 24    | 14       | 菱形 V3.4.3.4                     | Oh     |
| 三方八面体     |                      |      | 切頂六面体             | 24    | 36    | 14       | 二等辺三角形 V3.8.8               | Oh     |
| 四方六面体     |                      |      | 切頂八面体             | 24    | 36    | 14       | 二等辺三角形 V4.6.6               | Oh     |
| 凧形二十四面体 |                      |      | 斜方立方八面体         | 24    | 48    | 26       | 凧形 V3.4.4.4                     | Oh     |
| 六方八面体     |                      |      | 斜方切頂立方八面体     | 48    | 72    | 26       | 三角形 V4.6.8                     | Oh     |
| 五角二十四面体 |                      |      | 変形立方体             | 24    | 60    | 38       | 2辺と3辺が等しい五角形 V3.3.3.3.4 | O      |
| 菱形三十面体   |                      |      | 二十・十二面体         | 30    | 60    | 32       | 菱形 V3.5.3.5                     | Ih     |
| 三方二十面体   |                      |      | 切頂十二面体           | 60    | 90    | 32       | 二等辺三角形 V3.10.10             | Ih     |
| 五方十二面体   |                      |      | 切頂二十面体           | 60    | 90    | 32       | 二等辺三角形 V5.6.6               | Ih     |
| 凧形六十面体   |                      |      | 斜方二十・十二面体     | 60    | 120   | 62       | 凧形 V3.4.5.4                     | Ih     |
| 六方二十面体   |                      |      | 斜方切頂二十・十二面体 | 120   | 180   | 62       | 三角形 V4.6.10                    | Ih     |
| 五角六十面体   |                      |      | 変形十二面体           | 60    | 150   | 92       | 2辺と3辺が等しい五角形 V3.3.3.3.5 | I      |